# St-Julien (Boulbon)

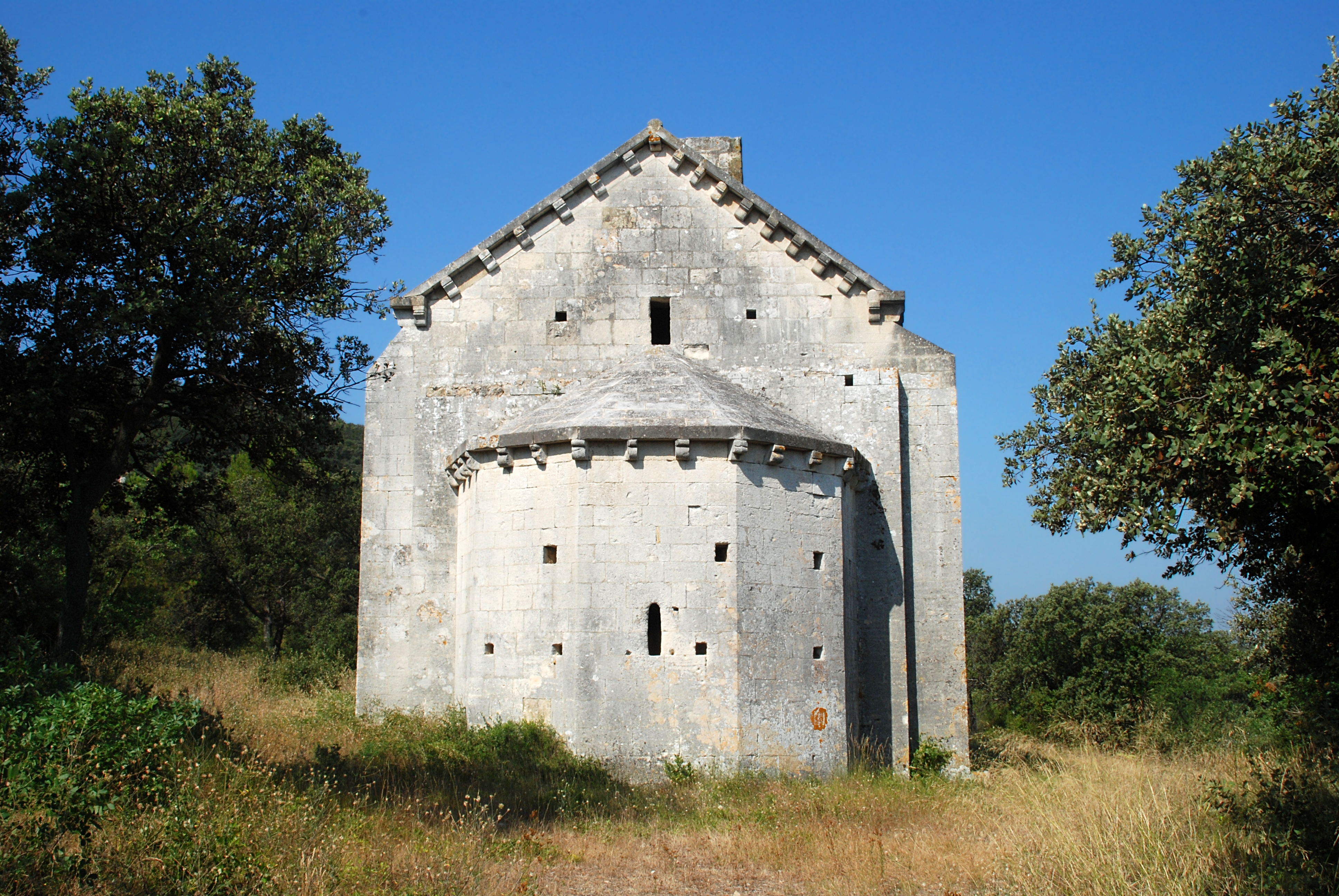
Kapelle Saint-Julien

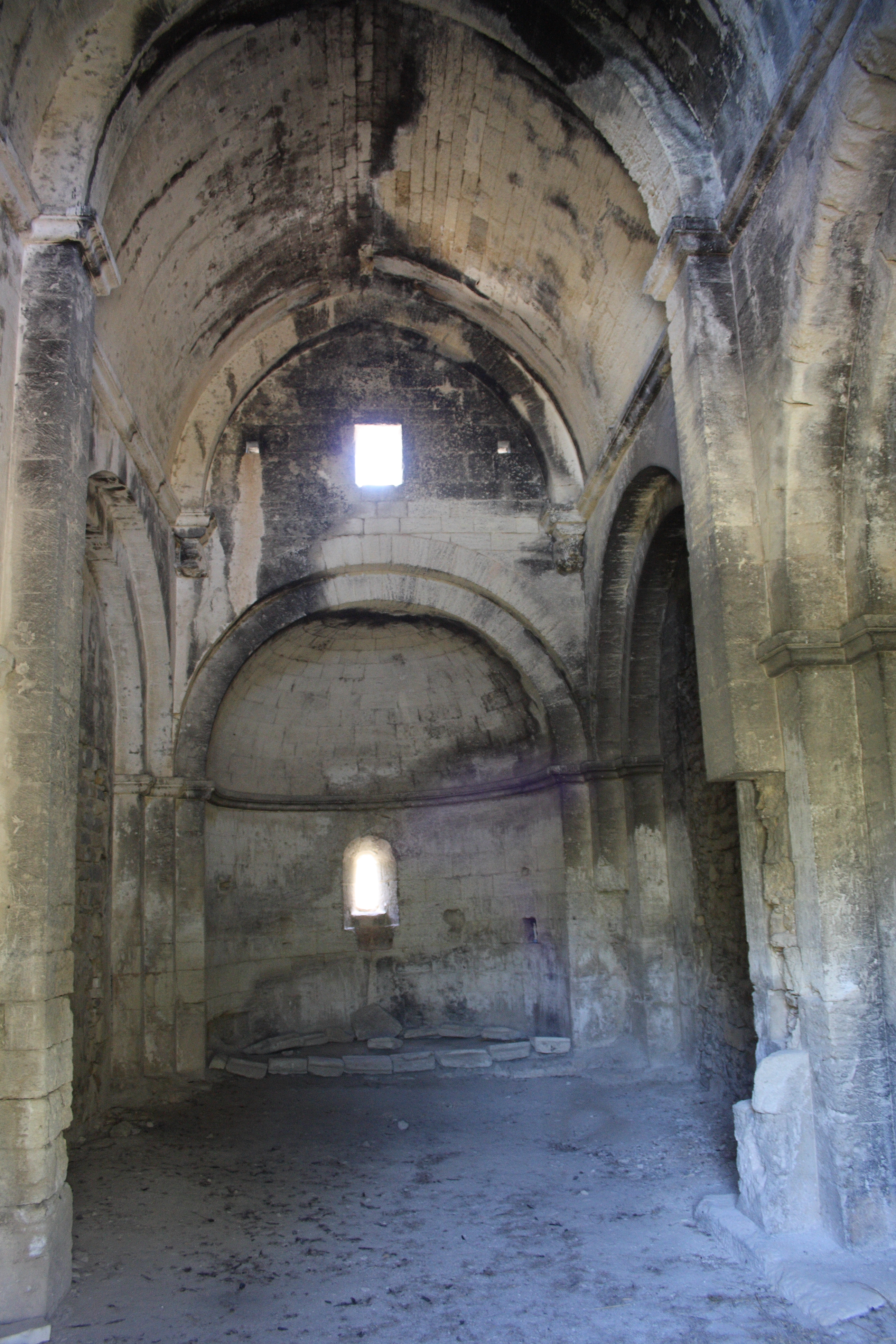
Innenansicht

Die katholische Kapelle Saint-Julien in Boulbon, einer französischen Gemeinde im Département Bouches-du-Rhône in der Region Provence-Alpes-Côte d’Azur, wurde im 12. Jahrhundert errichtet. Die Kapelle ist seit 1941 ein geschütztes Kulturdenkmal (Monument historique).
Die Kapelle befindet sich drei Kilometer nordöstlich des Ortes in einem Eichenwald.

## Architektur
Die einschiffige Kapelle ist in zwei Joche unterteilt. Sie öffnet sich im Osten zu einem Chor, der innen halbrund und außen polygonal ist. Sie ist mit einer gebrochenen Tonne gedeckt, die von Gurtbögen unterfangen wird. Der Triumphbogen ruht auf zwei skulptierten Konsolen. Auf einer Konsole wird ein Löwe dargestellt, der eine Beute verschlingt, auf der anderen ein Stier. Der einzige Schmuck der Apsis ist ein Gesims, auf dem die Gurtbögen aufliegen.
Die Fassade ist durch drei mächtige Strebepfeiler gegliedert. Unter dem Dachansatz verläuft ein Gesims mit Kragsteinen.